# プラカード事件

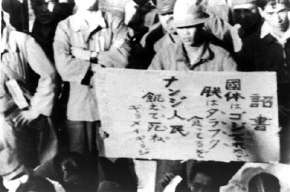
食糧メーデー当日の様子

プラカード事件（プラカードじけん）は、1946年（昭和21年）5月に行われた飯米獲得人民大会（食糧メーデー）の際、参加者の日本共産党員が掲げたプラカードの記載内容が不敬罪に当たるとされた事件。

## 概要
1946年（昭和21年）5月19日の食糧メーデーの際、参加者の一人である日本共産党員の田中精機工業（現在のTNK）社員・松島松太郎が掲げた「ヒロヒト 詔書 曰ク 國体はゴジされたぞ 朕はタラフク食ってるぞ ナンジ人民 飢えて死ね ギョメイギョジ」（表面）、「働いても 働いても 何故私達は飢えねばならぬか 天皇ヒロヒト答えて呉れ 日本共産党田中精機細胞」（裏面）のプラカードが不敬罪に問われた事件。
通称「食糧メーデー不敬事件」とも呼ばれ、検察庁は松島を刑法74条違反で訴追したが、松島側は「ポツダム宣言の受諾によって天皇の神性消滅を受けて不敬罪は消滅した」と主張して争われた。

## 裁判
松島は不敬罪で起訴されたものの、GHQの「天皇といえども特別の保護を受けるべきではない」という意向により、不敬罪ではなく名誉毀損罪とすることとされ、第一審（東京地方裁判所昭和21年11月2日判決）は不敬罪を認めず、天皇個人に対する名誉毀損罪のみが認められた。後の控訴審において、不敬罪の成立可能性の認定は引き継がれるも、大赦を理由に免訴となる。
控訴審（東京高等裁判所昭和22年6月28日判決）は、日本国憲法公布に伴う大赦令により、免訴の判決を下した。
なお裁判官の職権判断により、
1. 新憲法下に於ても天皇が日本の元首であること
2. 被告人は免訴により不処罰とはなるが、職権判断で改めて審理をしたところ、公訴事実となる不敬罪そのものは一応成立していた

という2点を判示し、このうち後者の部分が、最高裁によって違法な職権判断と認定される。
上告審（最高裁判所昭和23年5月26日大法廷判決）は、無罪判決を求める被告人の上告を棄却した。この最高裁判決は、免訴判決の法的性質という刑事訴訟法上の重要問題についての先例となっている。つまり、刑事裁判において、公訴係属中に大赦がなされるという特殊な状況下における当該裁判の取り扱いについてのリーディングケースとしての価値を持つこととなった。
本判決において、最高裁が下した判決要旨は3つあり、
1. 公訴係属中に大赦があった場合、裁判所は不告不理の原則に基づき、ただ免訴の判決をするだけで足り、公訴事実の存否や犯罪の成否などについて、それ以上、実体上の審判を行うことはできないということ。
2. これに基づき、大赦が理由となった免訴の場合、その時点で、被告人や検察官が、それ以上、公訴事実の存否や犯罪の成否を争うべく上訴を行うことはできないということ。
3. 大赦は、平たく言えば、その時点での裁判の打ち切りと、すみやかに免訴判決を下すことで被告人への不処罰を決定させるべきものであるから、大赦がなされた後において、なおも審理を継続し、まして犯罪の成立を認定することは違法である。

というものであった。
3. に関しては、大赦をされた後においても審理を継続して犯罪の成立を決定した控訴審における職権判断は違法であったが、その主文においてはきちんと免訴判決としており、結果的に被告人は不処罰となったわけであるから、この犯罪の成立決定の部分に関して、直ちに決定の破棄をすると言うほどではない、という判示をした。
この上告審は重要判例として、後に最高裁判所刑事判例集2巻6号529頁に掲載されるとともに、調査官解説も付されている。